# Calendario mondiale

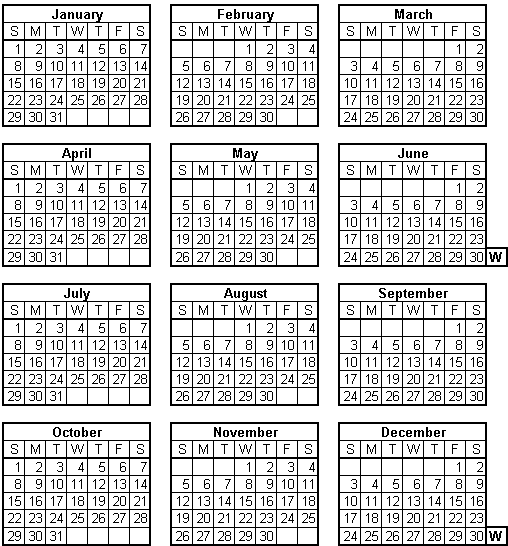

Il calendario mondiale o universale è una proposta di riforma del calendario formulata da Elisabeth Achelis di New York nel 1930, e ispirata al calendario gregoriano perpetuo descritto dal presbitero italiano Marco Mastrofini un secolo prima.

## Struttura
Il calendario mondiale è un calendario di dodici mesi organizzati in quattro trimestri di uguale lunghezza; esso è "perpetuo" nel senso che rimane identico ogni anno. Ogni trimestre inizia di domenica e si conclude di sabato, per una durata di 91 giorni suddivisi in 13 settimane. Il primo mese di ciascun trimestre (gennaio, aprile, luglio e ottobre) ha 31 giorni, tutti gli altri 30.
Per allineare il calendario mondiale alla durata media dell'anno solare si usano due giorni intercalari. Indicati nella proposta originale con la lettera W, essi sono entrambi festivi e rimangono estranei al ciclo settimanale. Il primo cade dopo il 30 dicembre di ogni anno, il secondo dopo il 30 giugno dei soli anni bisestili.
Il calendario risulta perciò strutturato come segue.
| Gennaio | Gennaio | Gennaio | Gennaio | Gennaio | Gennaio | Gennaio |  | Febbraio | Febbraio | Febbraio | Febbraio | Febbraio | Febbraio | Febbraio |  | Marzo     | Marzo     | Marzo     | Marzo     | Marzo     | Marzo     | Marzo     |   |
| Dom     | Lun     | Mar     | Mer     | Gio     | Ven     | Sab     |  | Dom      | Lun      | Mar      | Mer      | Gio      | Ven      | Sab      |  | Dom       | Lun       | Mar       | Mer       | Gio       | Ven       | Sab       |   |
| 1       | 2       | 3       | 4       | 5       | 6       | 7       |  |          |          |          | 1        | 2        | 3        | 4        |  |           |           |           |           |           | 1         | 2         |   |
| 8       | 9       | 10      | 11      | 12      | 13      | 14      |  | 5        | 6        | 7        | 8        | 9        | 10       | 11       |  | 3         | 4         | 5         | 6         | 7         | 8         | 9         |   |
| 15      | 16      | 17      | 18      | 19      | 20      | 21      |  | 12       | 13       | 14       | 15       | 16       | 17       | 18       |  | 10        | 11        | 12        | 13        | 14        | 15        | 16        |   |
| 22      | 23      | 24      | 25      | 26      | 27      | 28      |  | 19       | 20       | 21       | 22       | 23       | 24       | 25       |  | 17        | 18        | 19        | 20        | 21        | 22        | 23        |   |
| 29      | 30      | 31      |         |         |         |         |  | 26       | 27       | 28       | 29       | 30       |          |          |  | 24        | 25        | 26        | 27        | 28        | 29        | 30        |   |
| Aprile  | Aprile  | Aprile  | Aprile  | Aprile  | Aprile  | Aprile  |  | Maggio   | Maggio   | Maggio   | Maggio   | Maggio   | Maggio   | Maggio   |  | Giugno    | Giugno    | Giugno    | Giugno    | Giugno    | Giugno    | Giugno    |   |
| Dom     | Lun     | Mar     | Mer     | Gio     | Ven     | Sab     |  | Dom      | Lun      | Mar      | Mer      | Gio      | Ven      | Sab      |  | Dom       | Lun       | Mar       | Mer       | Gio       | Ven       | Sab       |   |
| 1       | 2       | 3       | 4       | 5       | 6       | 7       |  |          |          |          | 1        | 2        | 3        | 4        |  |           |           |           |           |           | 1         | 2         |   |
| 8       | 9       | 10      | 11      | 12      | 13      | 14      |  | 5        | 6        | 7        | 8        | 9        | 10       | 11       |  | 3         | 4         | 5         | 6         | 7         | 8         | 9         |   |
| 15      | 16      | 17      | 18      | 19      | 20      | 21      |  | 12       | 13       | 14       | 15       | 16       | 17       | 18       |  | 10        | 11        | 12        | 13        | 14        | 15        | 16        |   |
| 22      | 23      | 24      | 25      | 26      | 27      | 28      |  | 19       | 20       | 21       | 22       | 23       | 24       | 25       |  | 17        | 18        | 19        | 20        | 21        | 22        | 23        |   |
| 29      | 30      | 31      |         |         |         |         |  | 26       | 27       | 28       | 29       | 30       |          |          |  | 24        | 25        | 26        | 27        | 28        | 29        | 30        | W |
| Luglio  | Luglio  | Luglio  | Luglio  | Luglio  | Luglio  | Luglio  |  | Agosto   | Agosto   | Agosto   | Agosto   | Agosto   | Agosto   | Agosto   |  | Settembre | Settembre | Settembre | Settembre | Settembre | Settembre | Settembre |   |
| Dom     | Lun     | Mar     | Mer     | Gio     | Ven     | Sab     |  | Dom      | Lun      | Mar      | Mer      | Gio      | Ven      | Sab      |  | Dom       | Lun       | Mar       | Mer       | Gio       | Ven       | Sab       |   |
| 1       | 2       | 3       | 4       | 5       | 6       | 7       |  |          |          |          | 1        | 2        | 3        | 4        |  |           |           |           |           |           | 1         | 2         |   |
| 8       | 9       | 10      | 11      | 12      | 13      | 14      |  | 5        | 6        | 7        | 8        | 9        | 10       | 11       |  | 3         | 4         | 5         | 6         | 7         | 8         | 9         |   |
| 15      | 16      | 17      | 18      | 19      | 20      | 21      |  | 12       | 13       | 14       | 15       | 16       | 17       | 18       |  | 10        | 11        | 12        | 13        | 14        | 15        | 16        |   |
| 22      | 23      | 24      | 25      | 26      | 27      | 28      |  | 19       | 20       | 21       | 22       | 23       | 24       | 25       |  | 17        | 18        | 19        | 20        | 21        | 22        | 23        |   |
| 29      | 30      | 31      |         |         |         |         |  | 26       | 27       | 28       | 29       | 30       |          |          |  | 24        | 25        | 26        | 27        | 28        | 29        | 30        |   |
| Ottobre | Ottobre | Ottobre | Ottobre | Ottobre | Ottobre | Ottobre |  | Novembre | Novembre | Novembre | Novembre | Novembre | Novembre | Novembre |  | Dicembre  | Dicembre  | Dicembre  | Dicembre  | Dicembre  | Dicembre  | Dicembre  |   |
| Dom     | Lun     | Mar     | Mer     | Gio     | Ven     | Sab     |  | Dom      | Lun      | Mar      | Mer      | Gio      | Ven      | Sab      |  | Dom       | Lun       | Mar       | Mer       | Gio       | Ven       | Sab       |   |
| 1       | 2       | 3       | 4       | 5       | 6       | 7       |  |          |          |          | 1        | 2        | 3        | 4        |  |           |           |           |           |           | 1         | 2         |   |
| 8       | 9       | 10      | 11      | 12      | 13      | 14      |  | 5        | 6        | 7        | 8        | 9        | 10       | 11       |  | 3         | 4         | 5         | 6         | 7         | 8         | 9         |   |
| 15      | 16      | 17      | 18      | 19      | 20      | 21      |  | 12       | 13       | 14       | 15       | 16       | 17       | 18       |  | 10        | 11        | 12        | 13        | 14        | 15        | 16        |   |
| 22      | 23      | 24      | 25      | 26      | 27      | 28      |  | 19       | 20       | 21       | 22       | 23       | 24       | 25       |  | 17        | 18        | 19        | 20        | 21        | 22        | 23        |   |
| 29      | 30      | 31      |         |         |         |         |  | 26       | 27       | 28       | 29       | 30       |          |          |  | 24        | 25        | 26        | 27        | 28        | 29        | 30        | W |

Poiché i trimestri sono identici, il calendario può anche essere raffigurato sinteticamente.
|             | gennaio, aprile, luglio, ottobre | gennaio, aprile, luglio, ottobre | gennaio, aprile, luglio, ottobre | gennaio, aprile, luglio, ottobre | gennaio, aprile, luglio, ottobre | febbraio, maggio, agosto, novembre | febbraio, maggio, agosto, novembre | febbraio, maggio, agosto, novembre | febbraio, maggio, agosto, novembre         | marzo, giugno, settembre, dicembre         | marzo, giugno, settembre, dicembre         | marzo, giugno, settembre, dicembre         | marzo, giugno, settembre, dicembre         |
| domenica    | 1                                | 8                                | 15                               | 22                               | 29                               | 5                                  | 12                                 | 19                                 | 26                                         | 3                                          | 10                                         | 17                                         | 24                                         |
| lunedì      | 2                                | 9                                | 16                               | 23                               | 30                               | 6                                  | 13                                 | 20                                 | 27                                         | 4                                          | 11                                         | 18                                         | 25                                         |
| martedì     | 3                                | 10                               | 17                               | 24                               | 31                               | 7                                  | 14                                 | 21                                 | 28                                         | 5                                          | 12                                         | 19                                         | 26                                         |
| mercoledì   | 4                                | 11                               | 18                               | 25                               | 1                                | 8                                  | 15                                 | 22                                 | 29                                         | 6                                          | 13                                         | 20                                         | 27                                         |
| giovedì     | 5                                | 12                               | 19                               | 26                               | 2                                | 9                                  | 16                                 | 23                                 | 30                                         | 7                                          | 14                                         | 21                                         | 28                                         |
| venerdì     | 6                                | 13                               | 20                               | 27                               | 3                                | 10                                 | 17                                 | 24                                 | 1                                          | 8                                          | 15                                         | 22                                         | 29                                         |
| sabato      | 7                                | 14                               | 21                               | 28                               | 4                                | 11                                 | 18                                 | 25                                 | 2                                          | 9                                          | 16                                         | 23                                         | 30                                         |
| intercalare | intercalare                      | intercalare                      | intercalare                      | intercalare                      | intercalare                      | intercalare                        | intercalare                        | intercalare                        | ultimo di giugno (bisestile) o di dicembre | ultimo di giugno (bisestile) o di dicembre | ultimo di giugno (bisestile) o di dicembre | ultimo di giugno (bisestile) o di dicembre | ultimo di giugno (bisestile) o di dicembre |

## Storia
Il calendario mondiale trae le sue origini da una proposta dell'abate Marco Mastrofini, tesa a riformare l'anno del calendario gregoriano in modo da far cadere il 1º gennaio sempre di domenica e da creare quattro trimestri di 91 giorni ciascuno. il 365º giorno dell'anno solare avrebbe dovuto essere un giorno supplementare opzionale, un secondo giorno supplementare avrebbe dovuto seguire il 30 giugno.
Nel 1930 Elisabeth Achelis fondò la "World Calendar Association" (WCA) con lo scopo di promuovere l'adozione di questo calendario a livello mondiale. L'associazione fu attiva per i 25 anni seguenti, per tutti gli anni trenta all'interno della Società delle Nazioni crebbe il sostegno a favore dell'idea. Nel 1931 la Achelis iniziò le pubblicazioni di Journal of Calendar Reform (Diario della riforma del calendario), che continuò ad uscire per 25 anni e scrisse cinque libri che trattavano del nuovo calendario riformato.
Dopo la seconda guerra mondiale, la Achelis sollecitò il sostegno mondiale a favore dell'adozione del calendario presso l'Organizzazione delle Nazioni Unite. Nel 1955 gli Stati Uniti d'America ritirarono il loro appoggio all'adozione del calendario "a meno che l'adozione del nuovo calendario fosse stata appoggiata da una significativa maggioranza dei cittadini statunitensi, attraverso i loro rappresentanti al Congresso".
Nel 1956 la WCA venne sciolta, seppur continuando l'azione per tutto il XX secolo col nome di "International World Calendar Association" con vari direttori. Attualmente è ancora attiva e ha cercato di sostenere l'adozione del calendario nel 2012. L'attuale direttore è Wayne Edward Richardson.

## Pro e contro
Come per ogni proposta di modifica, i sostenitori della riforma suggeriscono alcuni vantaggi dell'adozione del calendario mondiale rispetto a quello attuale gregoriano.

### Vantaggi
Il primo aspetto è la struttura semplice e ripetitiva. Ogni anno le stesse date sarebbero associate allo stesso giorno della settimana. Le statistiche trimestrali sarebbero perfettamente comparabili, in quanto i trimestri avrebbero esattamente la stessa lunghezza. I calendari scolastici e lavorativi non dovrebbero essere ricalcolati ogni anno e riadattati alle diverse cadenze settimanali, con conseguente risparmio di tempo e risorse. Il calendario mondiale sarebbe inoltre facile da memorizzare e da usare così come si fa con un orologio.
Dato che sarebbe anche un calendario perpetuo, non sarebbe necessario stampare copie nuove ogni anno. Inoltre corrisponderebbe con l'attuale calendario gregoriano per il periodo tra il 1º settembre e il 28 febbraio successivo; ogni altra data non sarebbe mai più di due giorni distante rispetto al corrispettivo dell'attuale calendario.

### Obiezioni religiose
I principali oppositori all'adozione del calendario mondiale sono stati nel XX secolo i capi delle religioni i cui riti sono basati sul ciclo settimanale. Per ebrei, musulmani e cristiani i giorni sacri hanno significati antichi e fondamentali per le loro fedi.
L'ebraismo osserva il sabato in base all'ingiunzione biblica di "ricordare e santificare il sabbath". Il cristianesimo festeggia la domenica come il giorno della resurrezione di Cristo. L'islam celebra il venerdì come il giorno di preghiera secondo la tradizione per cui sarebbe il giorno della creazione di Adamo.
Gli aderenti a tali religioni fanno notare che i giorni intercalari andrebbero ad alterare la tradizionale cadenza in quanto la settimana contenente il giorno intercalare sarebbe di otto giorni e non di sette. I fedeli di queste religioni dovrebbero continuare quindi a seguire la cadenza dei sette giorni causando un progressivo slittamento dei giorni sacri (e dei fine settimana) rispetto al calendario.
Queste considerazioni giocarono un ruolo decisivo rispetto alla decisione di non adottare il calendario nel 1955.

### ISO 8601
Il calendario mondiale, a differenza di altri proposti, non è compatibile con lo standard internazionale ISO 8601 che è basato, pur distaccandosene, sul calendario gregoriano. Essi differiscono per il primo giorno della settimana (domenica invece di lunedì) e per il fatto che l'ISO 8601 non contempla i giorni intercalari.